# 올리브산지생쥐
올리브산지생쥐(Aepeomys lugens)는 비단털쥐과에 속하는 설치류이다. 에콰도르와 베네수엘라에서 발견된다.

## 특징
작은 설치류로 꼬리 길이 114~127mm를 제외한 몸길이가 100~119mm이다. 발 길이는 27~28mm, 몸무게는 최대 42g이다.

## 생태
야행성 동물로 독거 생활을 하며 육상에서 서식하지만 나무 위에 오를 때도 있다. 쓰러진 나무 줄기와 나무 아래, 양치식물 속, 이끼나 지의류가 덮힌 바위 속에서 발견된다. 먹이는 절지동물과 곤충 유충이다.

## 분포 및 서식지
베네수엘라 안데스 산맥의 타치라주와 메리다주에 널리 분포한다. 습윤 숲과 해발 1,990m와 3,500m 사이의 이차림에서 서식한다.